# Luc Smout
Luc Smout (6 juli 1957) is een Belgisch basketbalcoach en vader van basketballer Quinten Smout, en de man van Claudia Van Horenbeeck.

## Carrière
Smout ging in 1997 aan de slag als assistent-coach van Racing Basket Antwerpen onder Eddy Casteels. Na de dubbel te hebben veroverd in 2000 vertrok de hele coachstaf naar Athlon Ieper maar de club ging failliet aan het einde van het seizoen. Daarna was hij coach van de juniores van Soba Antwerpen. Van 2002 tot 2005 was hij coach in de tweede klasse en derde klasse van Sint Jan Basket. Hij was in 2004 ook bondscoach van de Belgische nationale ploeg onder 18-jaar. In 2006 werd hij coach van RBC Pepinster waar hij Eddy Casteels opvolgde die naar Spirou Charleroi trok. In 2007 ging hij aan de slag bij derdeklasser Ticino Merksem totdat de club een fusie aanging met de Antwerp Giants. Hierna ging hij door als coach van de Giants II. 
Van 2019 tot 2021 stond hij aan het hoofd van BC Gistel Oostende waar hij Sam Rotsaert opvolgde en assistent-coach werd van het eerste team. In 2021 stopte hij als coach bij Gistel om persoonlijke redenen, en ging later aan de slag als coach van het tweede team van de Antwerp Giants. In 2022 deed hij het seizoen uit als hoofdcoach van het eerste team na het ontslag van Christophe Beghin. In 2023 verliet hij de Giants en werd opgevolgd door Pieter De Groof.

## Erelijst
- Kampioen derde klasse: 2022